# Баран-Кош

Вид на Баран-Кош з правого крила Безенгійської ущелини над мореною.

Баран-Кош - галявина у Безенгійській ущелині. Базовий табір альпіністів під час сходжень на перевали і вершини району Безенгі. Знаходитьсяв 2-3 годинах від Міссес-коша  в кишені правобережної морени Безенгійського льодовика. Баран-Кош - помітне місце з двома озерами. 
Маршрут з Міссес-Кош до Баран-Кош: з Безенгійського льодовика на гребінь морени і потім в напрямку Безенгійської стіни. З Баран-Кош можна піднятися на перевал Кель-Баші. Звідси ж раніше маршрути пролягали на вершини Каргашільського хребта. Однак,  загальне потепління клімату зробило ці маршрути  небезпечними. 